# Allgäu-Kaserne
Die Allgäu-Kaserne ist eine Kaserne des Heeres der Bundeswehr im bayerischen Füssen. Die Kaserne wurde 1936 errichtet und erhielt 1995 ihren jetzigen Namen.

## Geschichte
Im Zuge der Aufrüstung der Wehrmacht wurde Füssen ab 1936 Garnisonstadt. Die erste Einheit die in die Kaserne einzog, war das Gebirgsjägerregiment 99. Es stand unter dem Kommando von Oberst Eduard Dietl, der später Namensgeber der Kaserne wurde.
Nach dem Ende des Zweiten Weltkriegs diente die Kaserne zunächst als Repatriierungslager, bis 1946 die US-amerikanischen Truppen, mit einem Feldartilleriebataillon und einem Constabulary Squadron, in die Kaserne einzogen. Anschließend wurde die Kaserne 1947 als USAREUR Ordnance School genutzt. Am 11. Februar 1958 zog die erste Einheit der Bundeswehr, das Gebirgsflugabwehrartilleriebataillon 8, in die Kaserne ein. Füssen ist seitdem Bundeswehrstandort.
Am 9. November 1995 wurde die Kaserne, nach langen Diskussionen und trotz massiver Widerstände, von Generaloberst-Dietl-Kaserne in Allgäu-Kaserne umbenannt. Sie war somit die erste Kaserne der Bundeswehr, deren Name geändert wurde, weil der Namensgeber, aufgrund seiner Gesinnung und Verstrickung in Kriegsverbrechen, nicht dem Vorbild im Sinne des Traditionsverständnisses der Bundeswehr entsprach.
Im Jahr 2021 wurde eine neue Sport- und Kletterhalle eröffnet. Sie ist das erste Infrastrukturprojekt, das nach der neuen Musterplanung für die spezialisierte Ausbildung des Heeres im Bereich Klettern und Abseilen umgesetzt wurde.

## Dienststellen
- Versorgungsbataillon 8 (VersBtl 8)
- Aufklärungsbataillon 10 (AufklBtl 10)
- Gebirgsaufklärungskompanie 23 (GebAufklKp 23)
- weitere kleine Dienststellen

Ehemalige Verbände
- Gebirgsflugabwehrartilleriebataillon 8 (GebFlaArtBtl 8), Verlegung nach Sigmaringen 1962
- Panzergrenadierbataillon 242 (PzGrenBtl 242), Verlegung nach Feldkirchen 1966
- Panzerartilleriebataillon 245 (PzArtBtl 245), Verlegung nach Landshut 1969
- Gebirgsversorgungsbataillon 226 (GebVersBtl 226), aufgelöst 1973
- Gebirgsinstandsetzungskompanie 220 (GebInstKp 220), aufgelöst 1993
- Gebirgsnachschubkompanie 220 (GebNschKp 220), aufgelöst 1993
- Gebirgsartilleriebataillon 225 (GebArtBtl 225) 01.01.1992 - 31.12.2001 Umgliederung und Umbenennung in GebPzArtBtl 225 zum 01.01.2002
- Gebirgspanzerartilleriebataillon 225 (GebPzArtBtl 225) Umbenennung in GebAufklBtl 230
- Gebirgsinstandsetzungsbataillon 8 (GebInstBtl 8), Umbenennung in GebLogBtl 8
- Gebirgsversorgungsbataillon 8 (GebVersBtl 8), Umbenennung in VersBtl 8
- Gebirgsaufklärungsbataillon 230 (GebAufklBtl 230), Umbenennung in AufklBtl 10

## Einrichtungen
Der Standortübungsplatz liegt in Füssen-Weißensee und ist ca. 2,5 Kilometer vom Standort entfernt. Die Standortschießanlage Niederried grenzt östlich an den Standortübungsplatz an.
Im Burgstall Gschrift, der in Eisenberg-Oberreuten liegt, befand sich von 1981 bis 2001 eine Standortmunitionsniederlage, die von der Allgäu-Kaserne aus verwaltet wurde.